# Procolophonia
Sous-ordre
Les Procolophonia forment un sous-ordre éteint de reptiles herbivores ayant vécu du Permien moyen jusqu'à la fin du Trias. Ils ont été initialement inclus dans un sous-ordre des Cotylosauria (rebaptisé plus tard Captorhinida par Carroll en 1988), mais sont désormais considérés comme un clade de Parareptilia. Ils sont étroitement liés à d'autres reptiles du Permien aux allures de lézards comme les Millerettidae, les Bolosauridae, les Acleistorhinidae, les Lanthanosuchidae et les Nyctiphruretidae, qui sont tous inclus dans les Anapsida ou les Parareptilia (par opposition aux Eureptilia).

## Composition du groupe
On distingue deux principaux groupes de Procolophonia, les Procolophonoidea, petits reptiles aux allures de lézards, et les Pareiasauroidea, contenant les grands Pareiasauridae à l'armure épaisse. Les petits groupes comme Rhipaeosauridae et Sclerosauridae pourraient avoir leur place dans chacune deux super-familles, ou avant les deux, bien que selon la classification traditionnelle de Carroll, 1988, les Rhipaeosauridae sont classés avec les Pareiasauroidea et le Sclerosauridae avec le Procolophonoidea.
- Hallucicrania
  - Lanthanosuchidae
  - Pareiasauroidea
- Procolophonoidea
  - † Barasaurus
  - † Owenetta
  - † Procolophonidae

## Relations avec les tortues
Le Procolophonia sont traditionnellement considérés comme les ancêtres des tortues, bien que les experts soient en désaccord quant à savoir si les ancêtres des tortues sont à rechercher parmi les Procolophonidae, les Pareiasauridae,,, ou simplement un ancêtre autre du sous-ordre des Procolophonia. Les études de Laurin & Reisz, 1995 et de Laurin & Gauthier, 1996 définissent le clade des Procolophonia comme « l'ancêtre commun le plus récent des paréiasaures, procolophonides et Testudines (Chelonia), et tous leurs descendants », et listent un certain nombre d'autapomorphies,. Toutefois, Rieppel et de Braga en 1996 et en 1997 soutiennent que les tortues ont évolué à partir des Sauropterygia, ce qui signifierait que les Parareptilia et les Procolophonia constituent des clades totalement éteints qui n'ont qu'un rapport lointain aux reptiles actuels,. Tout cela reste sujet à débat.